# Burdette Wright
Burdette Shields Wright, né le 12 septembre 1893 à New Albany, dans le comté de Floyd, dans l'Indiana, et mort le 3 juin 1961 à Leesburg, dans le comté de Loudoun, en Virginie, était un aviateur et ingénieur aéronautique américain.  Pilote au front durant la Première Guerre mondiale, il a joué un rôle majeur durant la Seconde Guerre mondiale au titre du réarmement américain et de l'effort de guerre. Il a fait de la société Curtiss-Wright  Corporation, dont il était vice-président chargé de la branche aviation, le premier constructeur aéronautique américain.

## Distinctions
- Distinguished Service Cross (1928)[2],[3]